# Francesco Mingucci

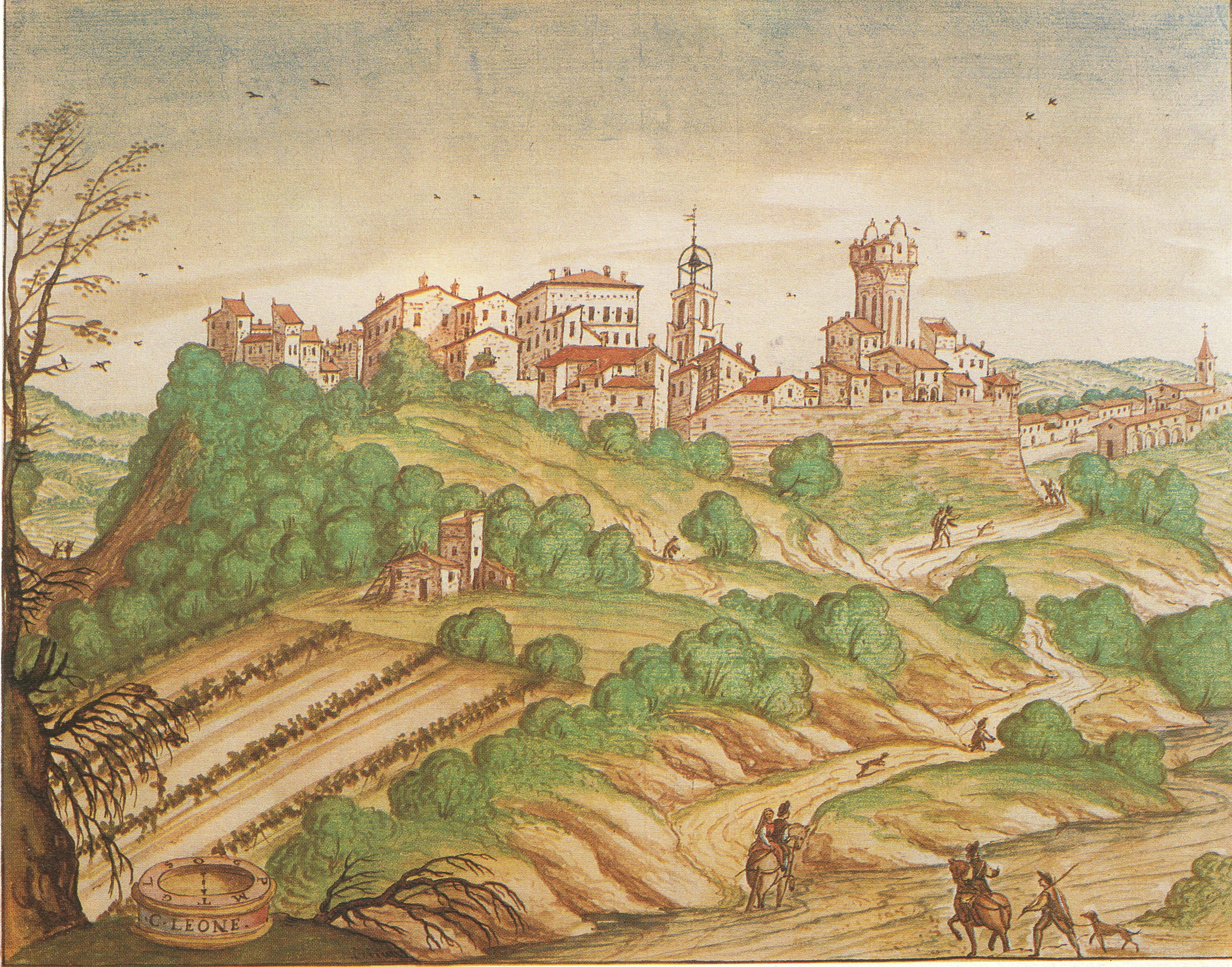
Castelleone di Suasa nel 1626, Francesco Mingucci dal Codice Barberiniano 4434

Francesco Mingucci (Pesaro, ... – ...; fl. XVII secolo) è stato un pittore e cartografo italiano.

## Biografia
Pittore naturalista e "giardiniere" nato a Pesaro tra il 1570 e il 1590, forse allievo di Giovanni Lanfranco.
Famoso per aver ritratto nel 1626 il territorio marchigiano all'interno della sua opera ad acquerello Stati, domini, città, terre e castella dei Serenissimi Duchi e Prencipi della Rovere tratti al naturale in cui raffigura i castelli e il paesaggio del Ducato d'Urbino ormai prossimo a tornare sotto il diretto controllo dello Stato Pontificio per estinzione dinastica dei Della Rovere.
Realizzò a Pesaro i dipinti per alcuni archi trionfali in occasione del matrimonio tra Federico Ubaldo della Rovere e Claudia de' Medici. Collaborarono alla realizzazione di questi dipinti Giovanni Giacomo Pandolfi e Giulio Cesare Begni. Si servì dei suoi consigli il pittore pesarese Simone Cantarini. Collaborò inoltre con Giovanni Lanfranco alla realizzazione dei dipinti della cupola della Basilica di Sant'Andrea della Valle.
Dopo aver guadagnato una relativa sicurezza economica a Roma, dove era dal 1626, lavorando per la famiglia di Maffeo Barberini, tornò a Pesaro nel 1630 dedicandosi all'agricoltura per risanare gli affari famigliari.
Non si hanno sue notizie oltre il 1642.
Grazie alla sua opera ci è nota la situazione paesaggistica delle campagne marchigiane nel XVII secolo.

## Opere

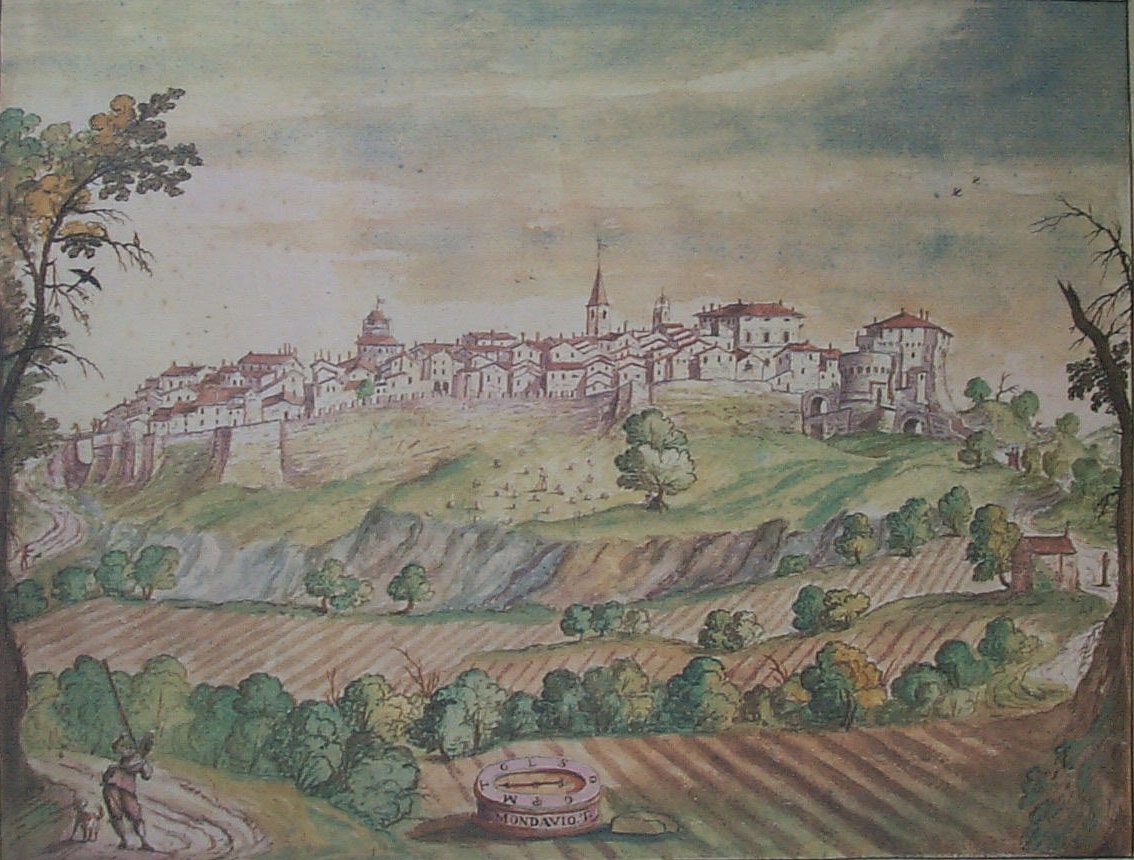
Mondavio nel 1626, Francesco Mingucci dal Codice Barberiniano latino 4434

- Fiori diversi al naturale, Codice Barberiniano latino 4326, Biblioteca Apostolica Vatican
- Uccelli diversi coloriti al naturale, Codice Barberiniano latino 4327, Biblioteca Apostolica Vaticana.
- Stati, domini, città, terre e castella dei Serenissimi Duchi e Prencipi della Rovere tratti al naturale (1626) in Codice Barberiniano latino 4434 della Biblioteca Apostolica Vaticana.[1]